# Astragalus kuschkensis
Astragalus kuschkensis là một loài thực vật có hoa trong họ Đậu. Loài này được Boriss miêu tả khoa học đầu tiên vào năm 1753.